# Lac d'Osselle
Besançon-Osselle plage est un complexe de loisirs nautiques située sur la commune d'Osselle, à une vingtaine de kilomètres de Besançon (Doubs).

## Histoire et caractéristiques
Le site  de 14 ha avec un lac de 9 ha au lieu-dit de La Corvée, dans la commune franc-comtoise d'Osselle, à quinze kilomètres de Besançon, le long de la veloroute EuroVelo 6 reliant Saint-Nazaire à Constanţa. Le lac est ouvert tous les ans du week-end du premier mai à fin septembre. La qualité de l'eau est contrôlée par l'Agence Régionale de la santé tous les 15 jours. Il dispose de maitres-nageurs, d'une plage de sable, de divers jeux de plage, un toboggan aquatique (hors d'usage), un terrain de boules, un terrain de volley, et propose des activités en plein air comme de la pêche ou de la planche à voile. De plus le Restaurant Les Bords du Lac, situé à Osselle, offre une expérience culinaire unique dans un cadre agréable, idéal pour se détendre en famille ou entre amis. En plus de sa cuisine traditionnelle raffinée, un snack est également disponible, permettant aux clients de savourer des plats rapides et délicieux tout au long de la journée. Que ce soit pour un déjeuner relaxant ou une pause gourmande, Les Bords du Lac propose une variété de mets adaptés à toutes les envies. Un camping existe depuis l'été 2008 avec accès direct à la baignade. La ligne de bus numéro 56 du réseau de transports en commun Ginko dessert quotidiennement (sauf le dimanche) le site de Besançon-Micropolis à Osselle.

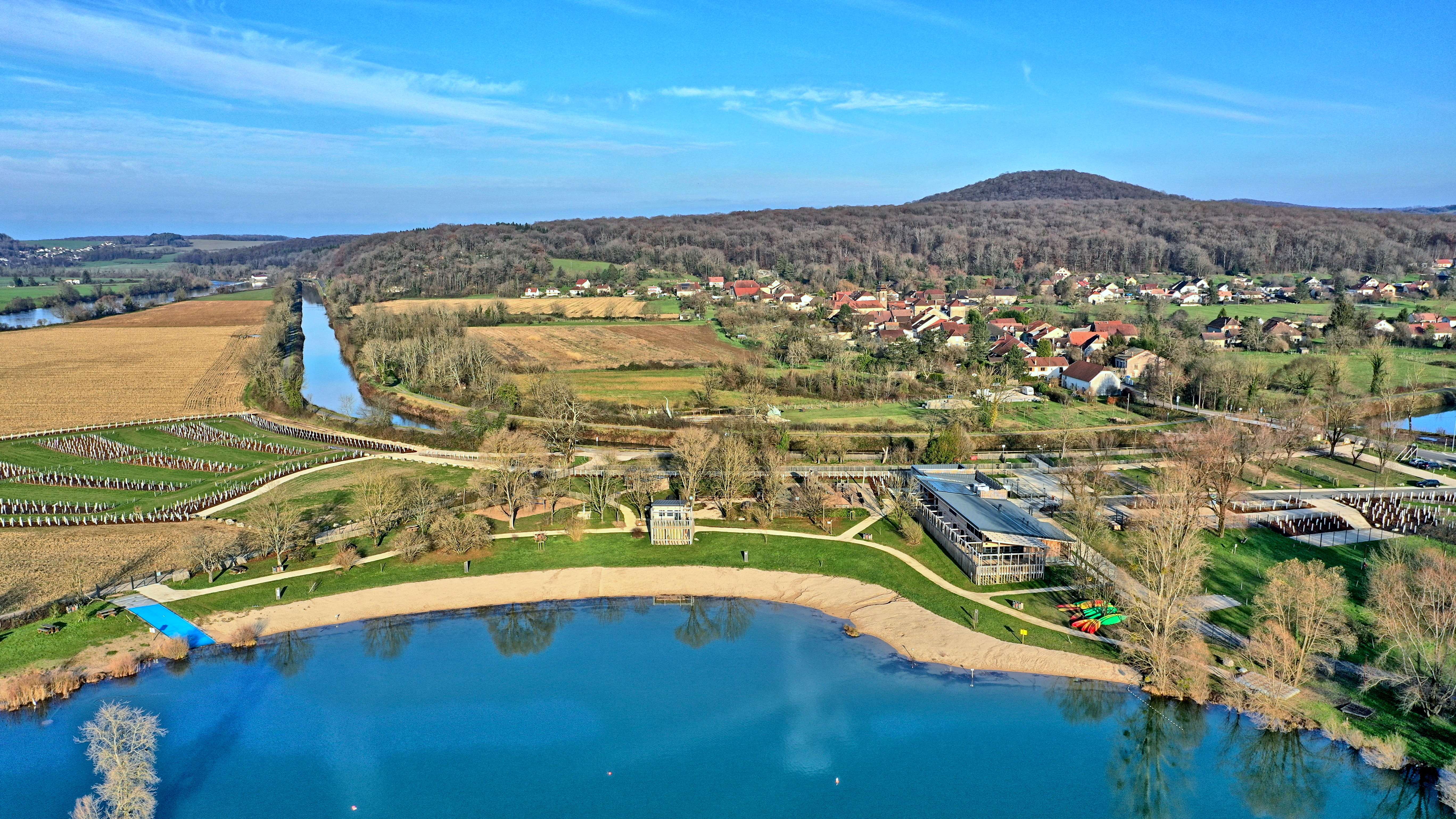
Vue générale de la plage en 2024.
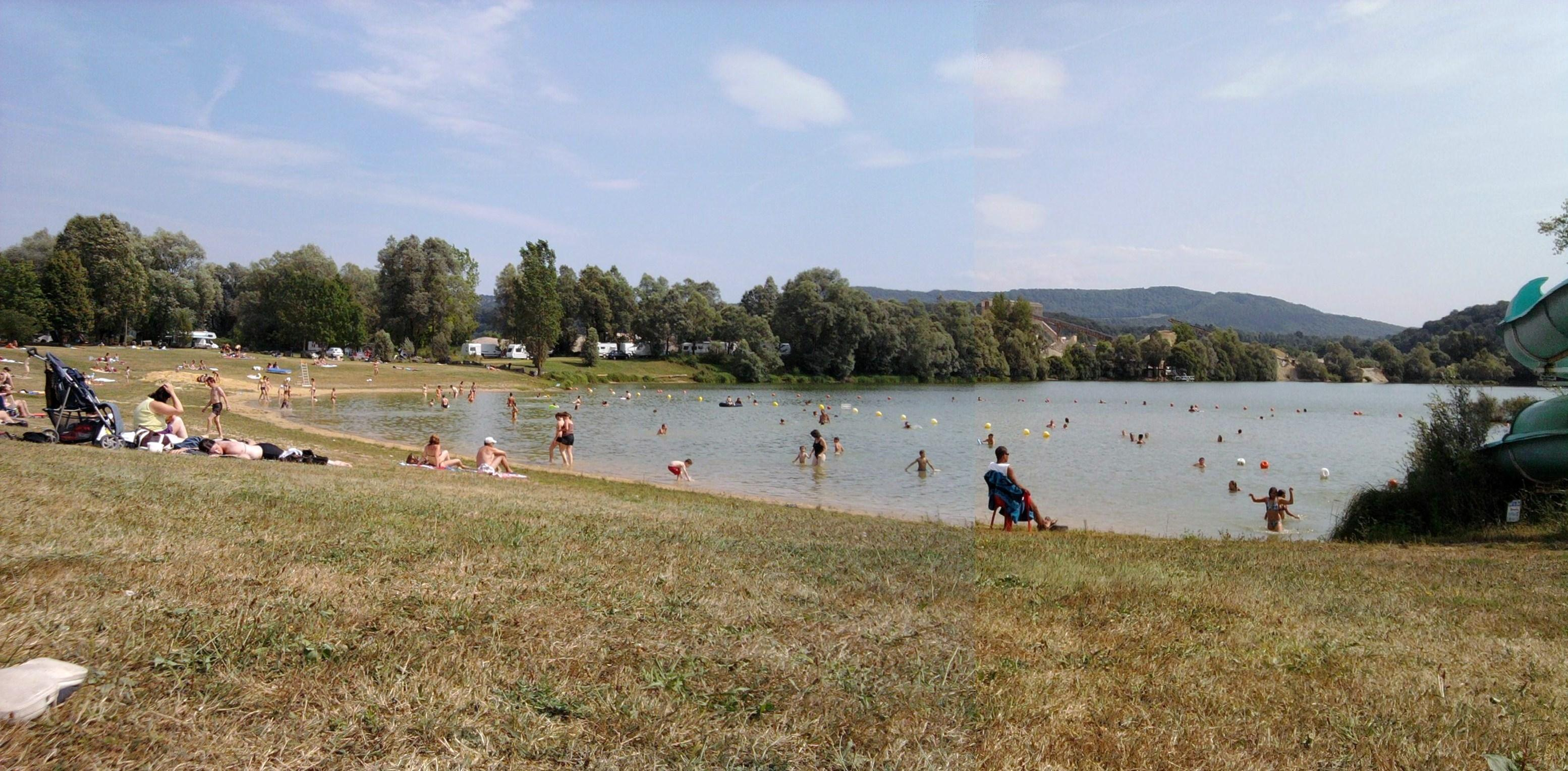
La plage, été 2010.

## Accès
La plage est desservie par la ligne  56  du réseau de transport en commun Ginko.